# المعدل (حاكم)
المعدل بن علي بن الليث هو الحاكم الصفاري لزارانج، لجزء يسير من عام 911.

## سيرته الذاتية
في عام 890 ساعد المعدل وأخوه الليث، والدهما علي الهروب من السجن من قبضة عمهما الأخير الأمير عمرو بن الليث الصفاري. وهرب ثلاثتهم إلى خراسان ودخلوا خدمات رافع بن حرثمة. بعد وفاة والدهما علي عام 893، واصل الأخوان خدمة رافي. في عام 896 قبض عمرو عليهما، لكنه عاملهما معاملةً حسنةً.
قرب نهاية 908، قَدِمَ الليث على محاولة للسيطرة على للسلطة، ضد نجل عمرو وخليفته طاهر من خلال فرض سيطرته على أجزاء من زارانج. أُطلق سراح المعدل، الذي اختطفه طاهر كرهينة، في أوائل 909 عجز طاهر عن طرد الليث في محاولة لحث الأخير على التخلي عن نضاله. ومع ذلك، حافظ الليث على منصبه، واضطر طاهر في النهاية إلى الانسحاب.
أصبح الليث الآن أميرًا، لكن عارضه الكثيرون. شرق البلاد، تسبب أنصار طاهر في الاضطرابات في زابولستان، وفي غرب البلاد، نقل القائد التركي سبوكري ولاءه من الصفاريين إلى العباسيين، مما أدى إلى فقدان فارس وكرمان. أُرسِلَ المعدل لإعادة النظام إلى زابولستان؛ وأثناء القيام بذلك، تمكن من القبض على شقيق سبوكري المسمى غالب. انتقل بعد ذلك إلى غزنة وقتل زعيمًا محليًّا هناك، لكنه سرعان ما واجه مقاومة شديدة وكان على الليث إرسال تعزيزات له. وعلى الرغم من ذلك، عاد إلى سيستان قرب نهاية عام 909، بعد أن أسس سلطة الليث في المحافظات الشرقية.
في عام 910 شارك المعدل في حملة الليث ضد سبوكري. بمجرد دخولهم فارس، اُتُّهِم بالاستيلاء على الطريق المؤدية إلى خوزستان. نجح سبوكري بعد فترة وجيزة في هزيمة الليث والقبض عليه، واضطر المعدل إلى الفرار إلى كرمان، حيث سيطر على الخزانة المحلية قبل الانتقال إلى سيستان. في غضون ذلك، وفي زارانج، دفعت أنباء سقوط الليث الناس إلى التعرف على أخ آخر، وتعييبنه أميرًا، وهو محمد بن علي بن الليث. في محاولة لتدعيم سلطته، قام محمد بسجن المعدل.
بعد ذلك، أُجبِر محمد على شن حملة ضد السامانيين في الشمال. بعد تعرضه لانتكاسة واضطراره لإنهاء الحملة، أقنعه مستشاروه أنه بحاجة إلى دعم المعدل، فأطلق سراحه. توجه المعدل إلى زارانج واستولى عليها، وأجبر محمد على الذهاب إلى بست بدلًا من ذلك.
بعد ذلك بوقت قصير أرسل أحمد بن إسماعيل الساماني جيشًا لأخذ زارانج من الصفاريين. وصل السامانيون قٌبالة المدينة في آذار 911، وبدأوا الحصار. في أثناء الحصار، أُبلِغ المعدل بأخذ أحمد الساماني لبست وأسره لمحمد الصفاري. دفعه ذلك للتفاوض مع السامانيين، وفي نهاية تموز 911 استسلم المعدل. إن مصير المعدل كان أفضل من مصير أسلافه الذين سُجِنوا في بغداد. إذ أرسله أحمد الساماني إلى بخارى، حيث كان يتقاضى راتبًا شهريًّا. سمح استسلامه للسامانيين بالسيطرة على سيستان.